# Cisitalia

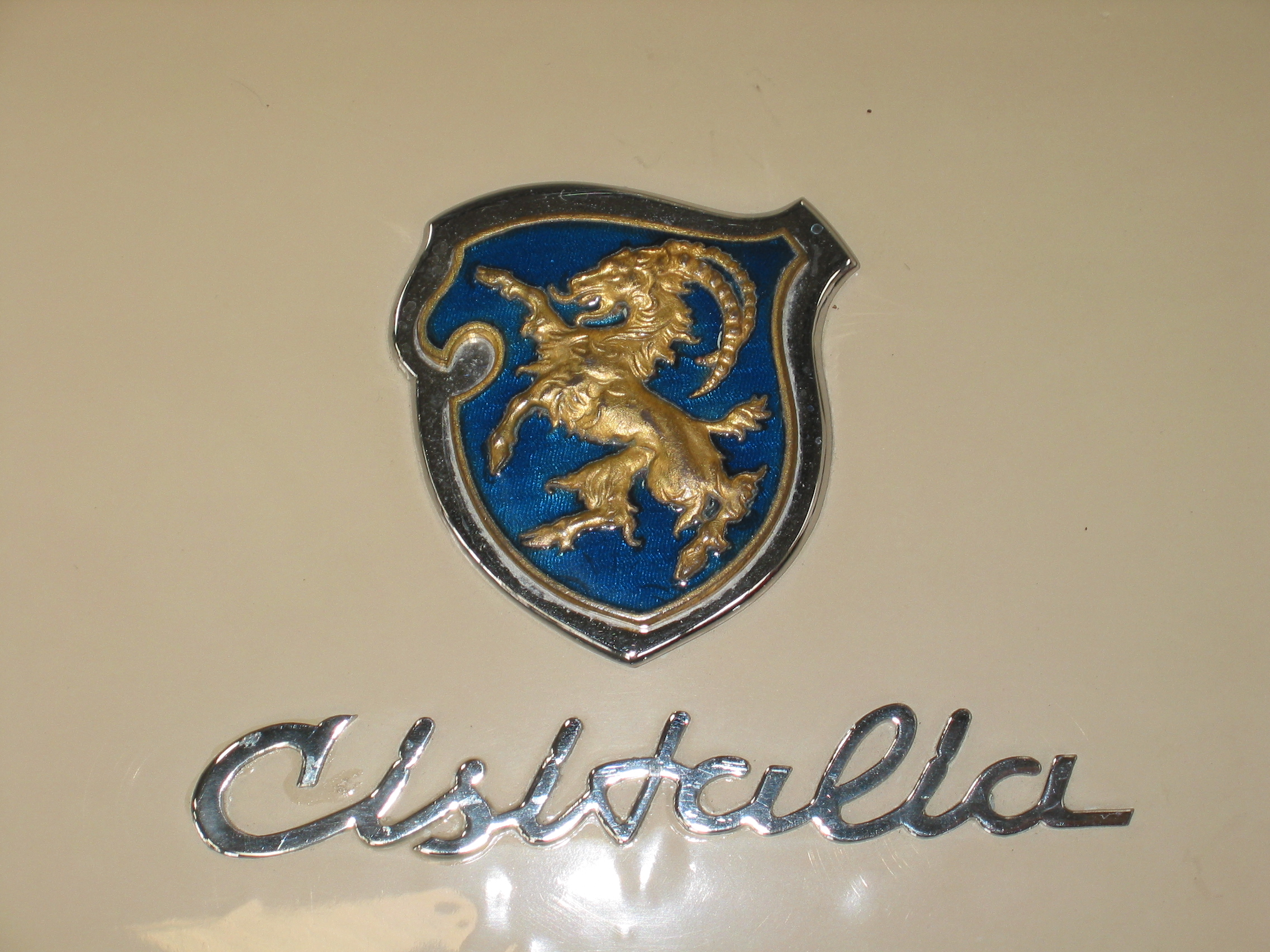
Emblem

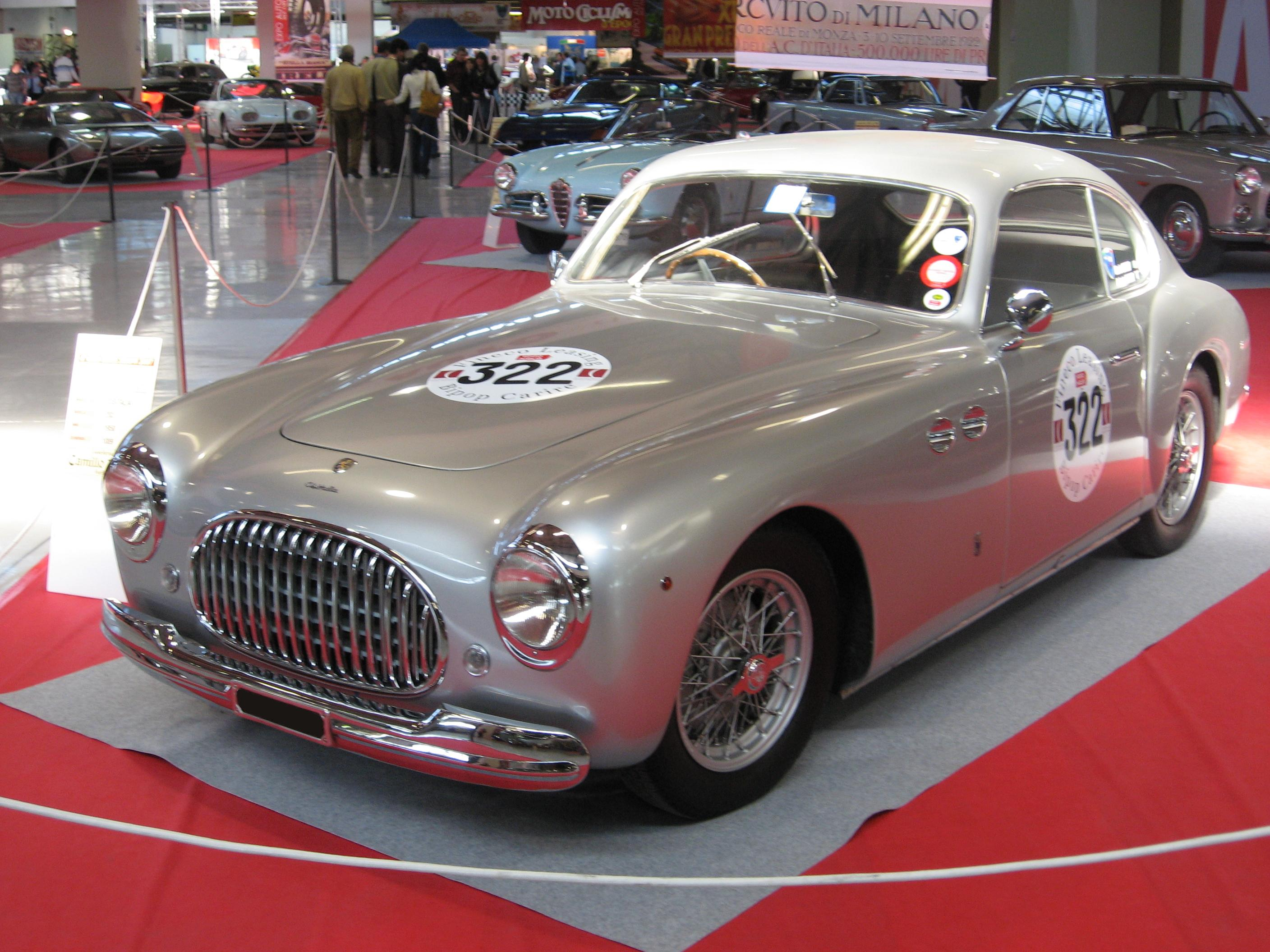
Cisitalia 202

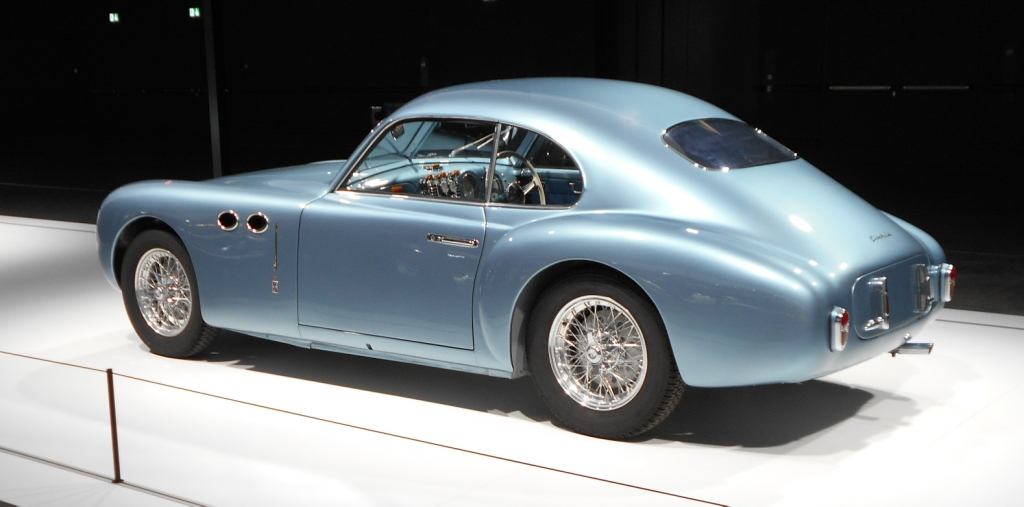
Cisitalia 202 Coupe Heck

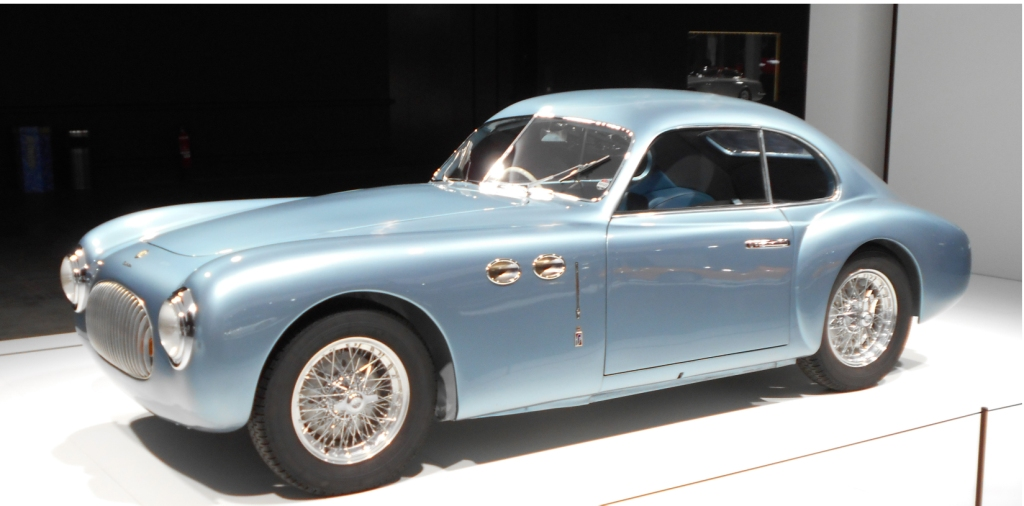
Cisitalia 202, frühes Modell mit geteilter Frontscheibe

Cisitalia war ein italienischer Automobilhersteller. Das Unternehmen war einer der ersten Betriebe, die in der unmittelbaren Nachkriegszeit Sportwagen herstellten, von denen später Straßenfahrzeuge abgeleitet wurden. Die Wagen haben noch heute einen ausgezeichneten Ruf, der sich einerseits aus den sportlichen Erfolgen, andererseits aber auch daraus ableitet, dass mit Ferdinand Porsche, Carlo Abarth und einigen anderen Ingenieuren zeitweilig hochkarätiges Personal in das Projekt eingebunden war.

## Unternehmensgeschichte
Die Cisitalia S.p.A. wurde 1943 in Turin gegründet. Die Bezeichnung „Cisitalia“ ist eine Kurzform für Compagnia Industriale Sportiva Italiana. Gründer des Unternehmens war Piero Dusio, ein norditalienischer Geschäftsmann, der seit den 1930er-Jahren als Privatfahrer an einigen Großen Preisen sowie an Bergrennen teilgenommen hatte. In den ersten Jahren produzierte Cisitalia hauptsächlich Werkzeugmaschinen, Garagenausrüstungen und Fahrräder. Bereits 1944 begannen allerdings die Planungen für die Herstellung eines Rennwagens. Ab 1946 wurden reine Sport-, später auch Straßenfahrzeuge in kleiner Serie hergestellt. 1950 siedelte der Unternehmensgründer Piero Dusio nach dem Scheitern des aufwendigen Tipo-360-Projekts nach Argentinien über; die Autoproduktion in Italien wurde unterdessen unter der Leitung seines Sohnes Carlo („Carletto“) Dusio fortgeführt. Die Produktion dauerte – mit Unterbrechungen – bis 1964 an; danach wurde der Betrieb eingestellt.

## Fahrzeuge

### Rennwagen

#### Cisitalia D46

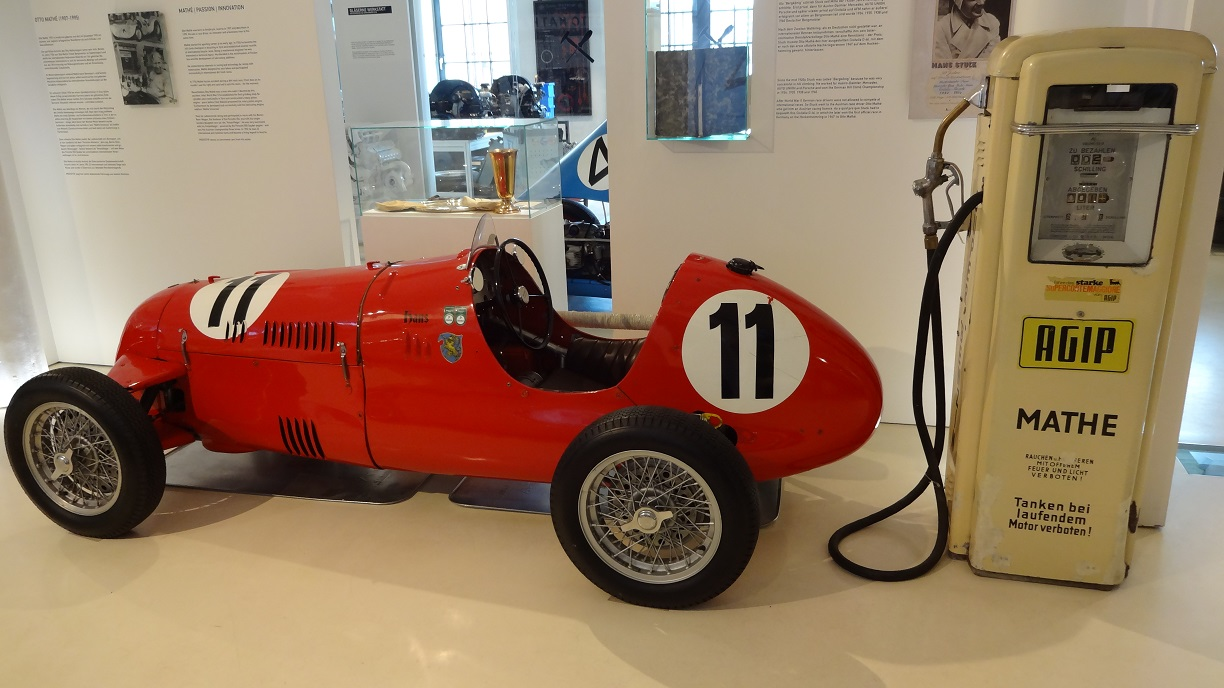
Cisitalia D46 Sportwagen, Baujahr 1946

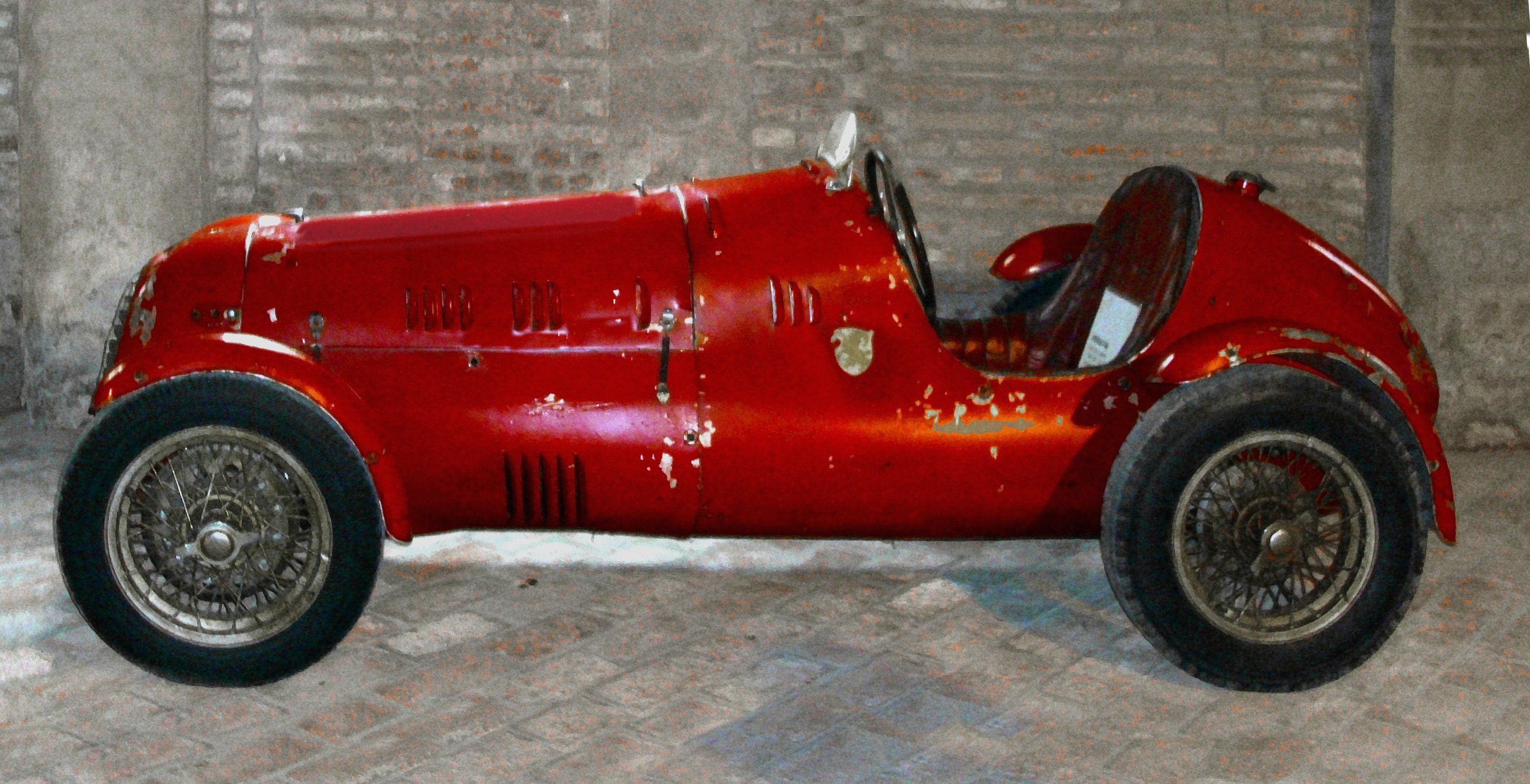
Cisitalia D46

Das erste Fahrzeug des jungen Unternehmens war der Cisitalia D46, der zugleich der erste neu entwickelte italienische Rennwagen nach dem Zweiten Weltkrieg war.

##### Das Konzept
Die Anfänge der Entwicklungsarbeiten, in denen das Fahrzeug noch die Bezeichnung Cisitalia D201 trug, gehen auf das Jahr 1944 zurück; sie wurden anfänglich von dem Fiat-Konstrukteur Dante Giacosa erledigt und später – ab 1945 – unter den schwierigen, von Materialknappheit geprägten Bedingungen der Nachkriegszeit von Giovanni Savonuzzi fortgeführt. Der D46 war ein kleiner, kompakter Rennwagen, der weitgehend auf Fiat-Teilen beruhte. Er hatte einen Gitterrohrrahmen und wurde von einem 1,1 Liter großen Vierzylindermotor von Fiat angetrieben, der je nach Bearbeitungsgrad zwischen 60 und 70 PS abgab. Spätere Exemplare hatten teilweise aufgebohrte Motoren mit 1,2 oder 1,3 Liter Hubraum.
1946 wurde die Serienproduktion des D46 in Turin aufgenommen. Die Angaben zum Produktionsumfang des D46 schwanken. Einige Quellen nennen 31 Exemplare, andere sprechen von „mehr als 40“.

##### Rennerfolge
Wesentlicher Einsatzbereich des kompakten D46 war die Voiturette-Klasse bzw. – ab 1948 – deren Nachfolger, die Formel 2.
Als am 3. September 1946 die Coppa Brezzi, das erste Nachkriegsrennen Italiens, in Turin veranstaltet wurde, gingen sieben Cisitalia an den Start: Neben dem Unternehmensinhaber Piero Dusio waren die Wagen für Clemente Biondetti, Louis Chiron, Franco Cortese, Tazio Nuvolari, Raymond Sommer und Piero Taruffi gemeldet. Die Cisitalia-Konstruktionen setzten sich im Rennen gegen die Vorkriegswagen der Konkurrenz – darunter ein Maserati 6CM und mehrere Stanguellini – durch: Die ersten drei Plätze belegten Dusio, Cortese und Chiron.
1947 dominierten die Cisitalia D46 die (meist allerdings mit nur wenigen Teilnehmern abgehaltenen) italienischen Rennen der Voiturette-Klasse; bei den Rennen in anderen Ländern, bei denen auch andere Hersteller mit neuen oder zumindest gut überarbeiteten Konstruktionen antraten, war die Überlegenheit der italienischen Wagen indes nicht so eindeutig. 1948 schließlich hatten die D46 in der neu geschaffenen Formel 2 auch bei den italienischen Rennen einen zunehmend schweren Stand und gerieten gegen jüngere Konkurrenten wie den Ferrari 166 oder die OSCA 1100 allmählich ins Hintertreffen.
Eine Zeit lang versuchte Cisitalia, reine Markenrennen einzuführen. Der erste Anlauf hierzu war der Große Preis von Ägypten im März 1947, eine von Piero Dusio organisierte und finanzierte Veranstaltung in Kairo, bei der ausschließlich Cisitalia-D46-Fahrzeuge antraten. Das Rennen gewann Piero Taruffi. Das Konzept der Markenrennen erwies sich bereits nach der ersten Veranstaltung als finanziell nicht tragbar, sodass Dusio es nicht weiter verfolgte.
Der letzte Einsatz eines Cisitalia D46 in der Formel 2 datiert vom 22. Juli 1951, als André Morel einen privaten D46 beim französischen Grand Prix des Sables d’Olonne an den Start brachte.

##### Spider Nuvolari und Cisitalia 204
Auf der Basis des D46 entwickelte Carlo Abarth einen teilweise verkleideten Spider, der zunächst die Bezeichnung Spider Nuvolari erhielt und von Tazio Nuvolari erstmals bei der Mille Miglia 1947 eingesetzt wurde. Fünf Werkswagen waren bei dem Straßenrennen von Brescia nach Rom und wieder zurück am Start. Incio Bernabei und Beifahrer Tullio Pacini fuhren einen 202 Cassone Berlinetta, der von Rocco Motto entwickelt worden war. Der Wagen hatte eine geschlossene Karosserie und war das erste aerodynamische Rennfahrzeug von Cisitalia. Piero Taruffi fuhr einen 202 CMM und Eugenio Minetti einen 202 SMM. Beim Start in Brescia herrschte schönes Wetter, aber auf dem Weg nach Rom verdunkelte sich der Himmel immer mehr und es kamen Sturmböen und starker Regen auf. Franco Cortese, Luigi Villoresi und Piero Taruffi fielen durch Unfälle aus. Bei der Rückfahrt Richtung Florenz lagen die Cisitalias auf den Plätzen eins, drei und vier, mit Nuvolari an der Spitze. In ganz Italien wurde das Rennen live im Radio übertragen und die große Frage lautete: Kann der Nationalheld Nuvolari nach 1930 und 1933 seine dritte Mille Miglia gewinnen? Nuvolari führte bis Asti, dann wurden die Bedingungen auf der Autobahn Mailand–Brescia indiskutabel. Im schweren Hagelsturm kam Nuvolari am Sonntag, den 27. Juni um 16 Uhr 30 in Brescia an. Der bereits schwer kranke Rennfahrer brauchte sofort medizinische Hilfe. Sechs Minuten hinter ihm kam sein Teamkollege Bernabei ins Ziel. Minetti im dritten Werkswagen wurde als Dritter gewertet. Dann wartete alles auf Clemente Biondetti, der im Alfa Romeo 2900B Touring eine Stunde nach Nuvolari gestartet war, auf den geraden oberitalienischen Straßen trotz Regens aber klare Vorteile hatte. Am Ende siegte Biondetti mit einem Vorsprung von 15 Minuten. Die Cisitalia-Rennwagen waren in Italien aber in aller Munde.
1948 entwickelte Abarth den Spider Nuvolari zum Cisitalia 204 weiter. Das Auto unterschied sich vom Vorgänger durch einen geringfügig aufgebohrten Motor und eine neue, in Zusammenarbeit mit Ferdinand Porsche entwickelte Vorderradaufhängung. Der 204 wurde in einigen Exemplaren hergestellt und bis in die frühen 1950er-Jahre werksseitig und von Privatfahrern bei einigen italienischen Rennen eingesetzt.

#### Cisitalia Tipo 360

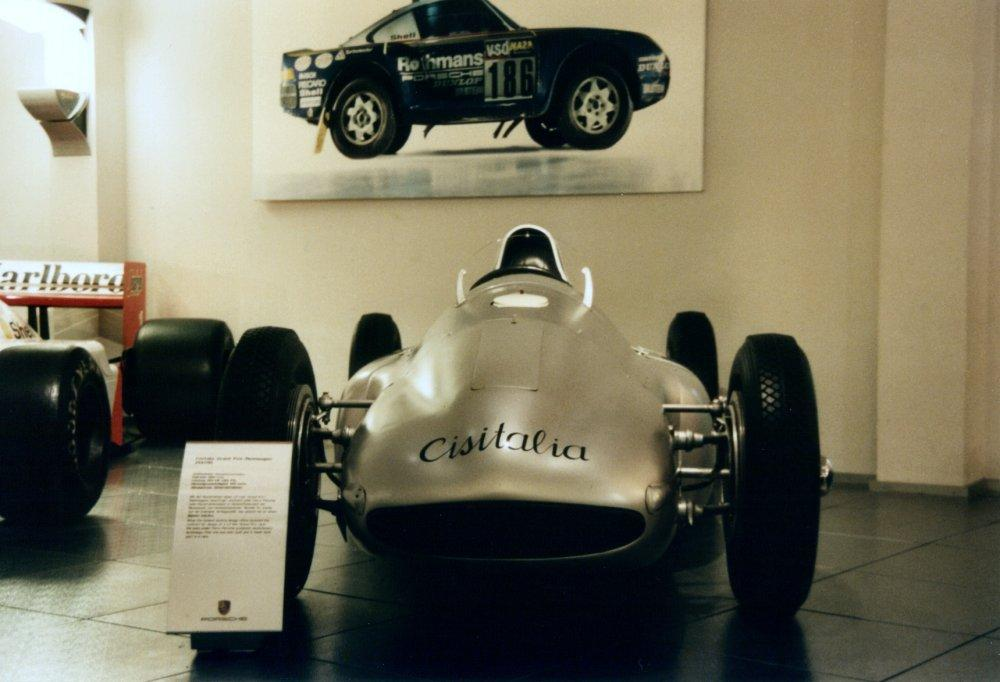
Porsche 360 Cisitalia, Standort früheres Porschemuseum

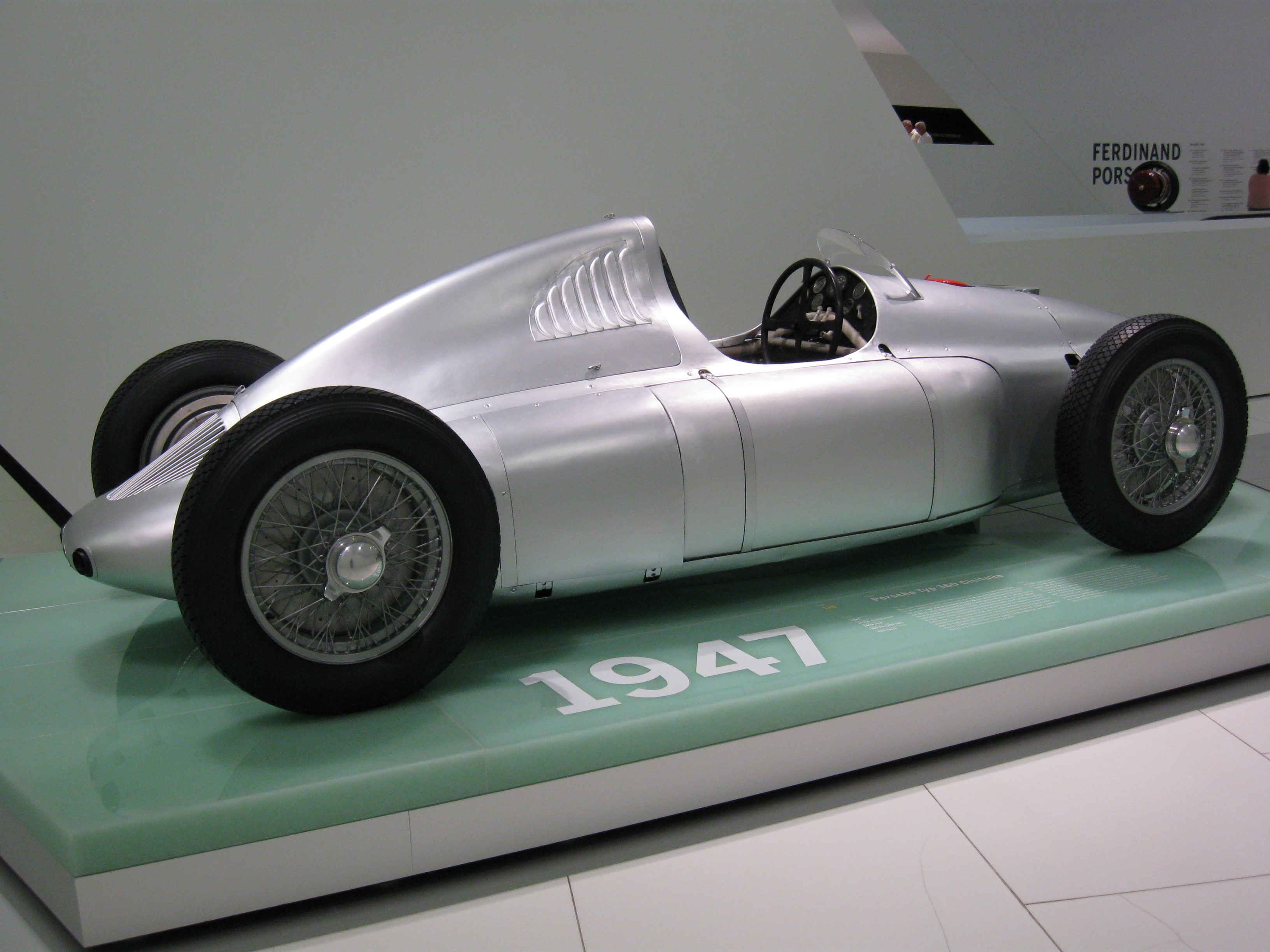
Porsche 360 Cisitalia, Porschemuseum

Der Cisitalia 360, auch „Porsche-Cisitalia“ genannt, war ein ambitioniertes Rennwagenprojekt, das für die höchste Rennsportklasse, die Grand-Prix-Serien, entworfen war, letztlich aber nie regulär eingesetzt wurde. Die Entwicklungsarbeiten wurden 1948 in Angriff genommen; Ferdinand Porsche, Carlo Abarth, Robert Eberan von Eberhorst, Rudolf Hruska und andere österreichische bzw. deutsche Ingenieure waren zeitweilig daran beteiligt. Die meisten von ihnen hatten bereits vor dem Zweiten Weltkrieg an dem Auto-Union-Rennwagen gearbeitet. Nicht zuletzt deshalb ähnelte der Cisitalia 360 konstruktiv dem deutschen Rennwagen.
Der 360 hatte einen von Karl Rabe entwickelten Mittelmotor, einen Zwölfzylinder-Boxermotor mit 1493 cm³ Hubraum, zwei über Königswellen angetriebenen obenliegenden Nockenwellen je Zylinderbank und zwei Roots-Kompressoren sowie Hinterradantrieb mit wahlweise zuschaltbarem Allradantrieb. Das Leergewicht des Fahrzeugs betrug 718 kg, davon entfielen 145 kg auf den Motor. Die aufwendige Konzeption des 360 überforderte die finanziellen Mittel des kleinen Unternehmens.
Anlässlich des Turiner Autosalons 1949 wurde ein Exemplar des 360 vorgestellt und von der Öffentlichkeit mit ausgesprochenem Wohlwollen aufgenommen; danach mussten allerdings die Entwicklungsarbeiten eingestellt werden. Das fertiggestellte Fahrzeug wurde, zusammen mit zahlreichen Teilen für ein zweites Auto, Anfang 1950 nach Argentinien verbracht, wo Piero Dusio eine neue Autoproduktion unter dem Namen Autoar aufnahm. Es ist belegt, dass der argentinische Rennfahrer Clemar Bucci 1952 in Buenos Aires Testfahrten mit dem Modell 360 durchführte.
Über das weitere Schicksal des Wagens, insbesondere hinsichtlich eines möglichen Renneinsatzes, gehen die Angaben in der Literatur weit auseinander. Einige Quellen sprechen davon, dass ein Cisitalia 360 bei einem regulären argentinischen Rennen unter Clemar Bucci und Felice Bonetto zum Einsatz gekommen sei. Teilweise wird berichtet, es habe sich um einen Rekordversuch auf einem argentinischen Flughafen gehandelt, der allerdings durch einen defekten Kolben gescheitert sei. Wieder andere nehmen einen Auftritt im Rahmen eines Formula-Libre-Rennens an. Weiter wird berichtet, dass ein amerikanischer Privatier Mitte der 1950er Jahre versuchte, den Cisitalia durch Einbau eines großvolumigen amerikanischen Achtzylinders – hier ist je nach Quelle ein Ford- oder ein Chevrolet-Triebwerk im Gespräch – in einen Dragster umzubauen. Einzelne Quellen lassen alternativ vermuten, dass Clemar Bucci selbst treibende Kraft hinter diesem Projekt gewesen sei. In jedem Fall ließ sich dieser Plan nicht verwirklichen. Dieses Exemplar wurde 1960 von Ferdinand Porsche übernommen. Es steht heute im Porsche-Museum.
Ein zweites, rudimentär zusammengebautes Fahrzeug tauchte 1970 in der Schweiz auf. Es steht heute in der Donington Exhibition.

### Straßenfahrzeuge
Neben diesen Rennwagen stellte Cisitalia eine Reihe attraktiver Straßensportwagen her. Noch heute am bekanntesten ist der Cisitalia 202, wobei sein Ruf nicht so sehr auf seiner Technik als vielmehr auf der bahnbrechenden Karosseriegestaltung von Pininfarina beruht.

#### Cisitalia 202 Gran Sport

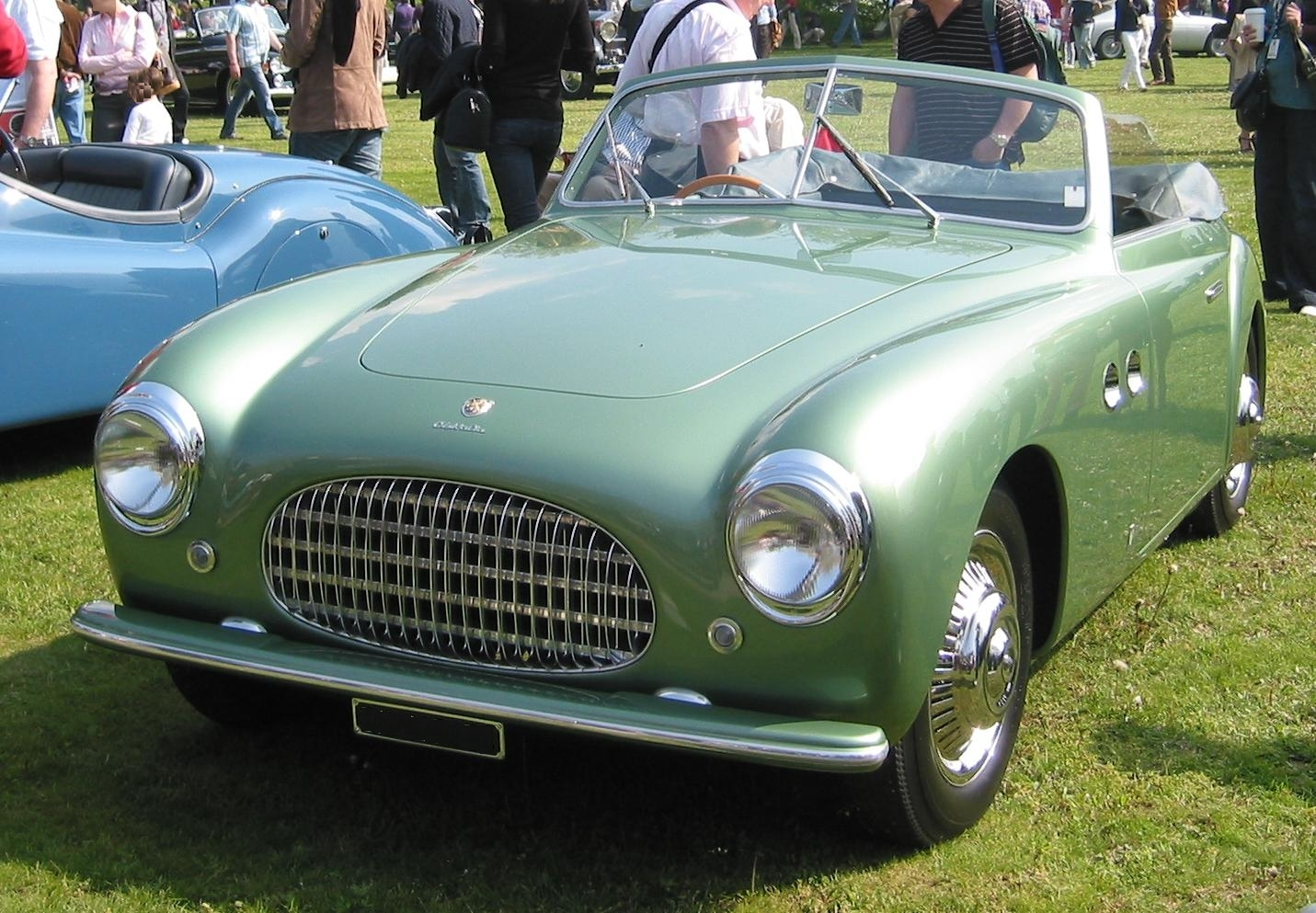
Cisitalia 202 Spider von 1951

Der Cisitalia 202 war das erste Straßenfahrzeug der jungen Marke. Technisch ähnelte es sehr den Rennwagen vom Typ D46. Beide Fahrzeuge waren von Dante Giacosa entwickelt worden. Sie ruhten auf einem in der Gestaltung weitgehend übereinstimmenden Rohrrahmen, und beide Modelle hatten einen Motor des Fiat 1100, der mit einem eigenständigen Zylinderkopf ausgestattet war und im Falle des 202 je nach Bearbeitungsstufe 50 bis 65 PS leistete. Auch sonst verwendete Giacosa viele Fiat-Teile: Die Vorderachse wurde vom Fiat 500 Topolino übernommen, die Hinterachse dagegen vom Fiat 1100. Insgesamt reichte die Technik des 202 nicht an das Niveau der Maserati oder der späteren Ferrari heran. Der Typ 202 bezog seinen Reiz vielmehr in erster Linie aus seinen Karosserien:
- Die meisten Fahrzeuge wurden mit einem bei Vignale hergestellten[11] Coupé-Aufbau versehen, den Pininfarina entworfen hatte und der hochmoderne Gestaltungselemente trug. Es war ein breites, niedriges Fließheck-Coupé mit in die Fahrzeugseiten einbezogenen vorderen Kotflügeln im gerade erst entwickelten Pontonstil. Die Scheinwerfer waren in die Kotflügel eingelassen, und über den Hinterrädern fanden sich angedeutete, eine dynamische Sprungbewegung vortäuschende Wölbungen. Pininfarinas Entwurf war in seiner Klarheit innovativ und Aufsehen erregend. Diese Einschätzung führte dazu, dass das Cisitalia-Coupé seit 1951 dauerhaft im Museum of Modern Art in New York ausgestellt wird.[12] Parallel zum Coupé gestaltete Pininfarina ein Cabriolet, das allerdings nur in wenigen Exemplaren verwirklicht wurde. Der Kaufpreis für das Pininfarina-Coupé lag 1948 bei 3,9 Millionen Lire.
- Ein von Giovanni Savonuzzi entworfenes, Aufsehen erregendes Coupé hatte verkleidete Hinterräder und große Heckflossen auf den hinteren Kotflügeln, die angeblich die Stabilität bei hohen Geschwindigkeiten erhöhen sollten. Das Fahrzeug wurde von Piero Taruffi bei der Mille Miglia 1947 eingesetzt, sah aber wegen technischer Defekte nicht das Ziel. Von dem Savonuzzi-Coupé entstanden zwei Fahrzeuge.
- Die Carrozzeria Vignale stellte einige Cabriolet-Versionen des Cisitalia 202 mit eigenständiger Karosserie her.
- Weitere Sonderkarosserien wurden in Einzelstücken von Castagna, Frua oder Vignale hergestellt.

Die Produktion des Cisitalia 202 dauerte bis etwa 1952 an. Der Produktionsumfang ist nicht genau geklärt. Eine einzelne Quelle spricht von 485 Fahrzeugen. Zahlen in dieser Größenordnung werden an keiner anderen Stelle bestätigt. Die meisten Quellen nehmen demgegenüber Stückzahlen im Bereich von etwa 170 Exemplaren (mit Schwankungen im Detail) an.
Der Cisitalia 202 war die technische Grundlage für Carlo Abarths erstes eigenes Auto, den Abarth 205.

#### Cisitalia 203
Der Cisitalia 203 war eine Weiterentwicklung des 202, die etwa 1950 entstanden ist. Die Technik war nun dem Fiat 1400 entliehen, und das Auto war mit einer selbsttragenden Coupé-Karosserie ausgestattet. Es sollen nur wenige Exemplare hergestellt worden sein.

#### Cisitalia 202D
Der Cisitalia 202D war eine Weiterentwicklung des 202 aus dem Jahr 1951, die im Wesentlichen auf Giovanni Savonuzzi zurückging. Äußerlich entsprach der 202D – abgesehen von einem verbreiterten Kühlergrill – dem bekannten 202 mit Pininfarina-Karosserie; die Antriebstechnik unterschied sich allerdings erheblich. Savonuzzi hatte anstelle des kleinen Fiat-Motors einen großvolumigen Vierzylinder des Bootsmotorenherstellers Botta e Puricelli (B.P.M.) aus Mailand installiert. Zunächst betrug der Hubraum 2,8 Liter, und die Leistung belief sich auf 160 PS. Ein Jahr später wurde eine kleinere Ausführung mit 2,0 Liter Hubraum und einer Leistung von 130 PS vorgestellt. Insgesamt entstanden vom 202D nur zwei Exemplare – eines als Cabriolet und ein weiteres als Coupé -; keines von ihnen wurde regulär verkauft.

#### Cisitalia 808XF

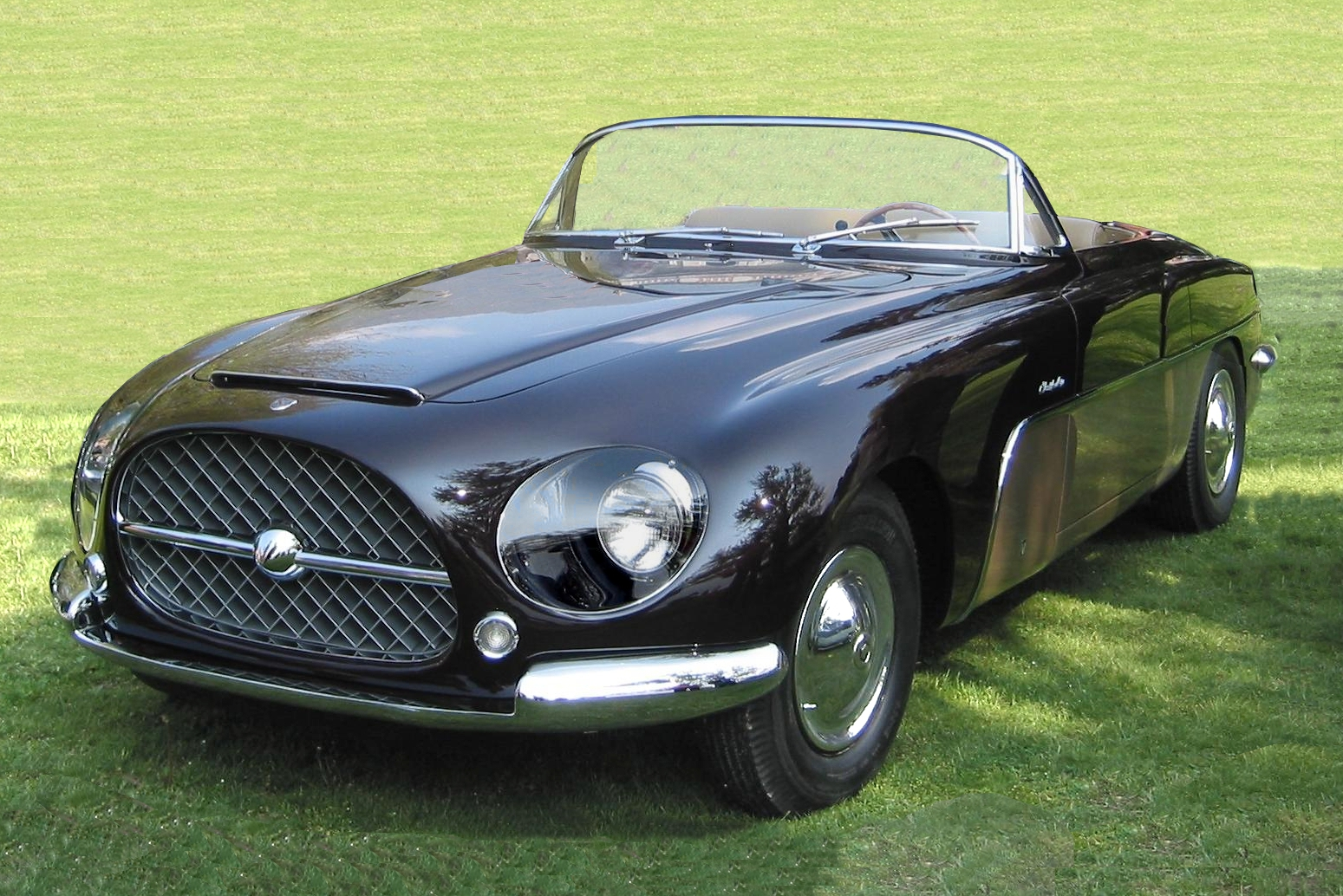
Cisitalia 808XF

Der Cisitalia 808XF war der Versuch, amerikanische Antriebstechnik mit einer eigenständigen italienischen Karosserie zu verbinden. Das Projekt wurde von Piero Dusios Sohn Carlo und Henry Ford II initiiert. Ford, der einen Cisitalia 202 besaß und italienisches Design liebte, verfolgte die Idee, in Italien einen von dortigen Stylisten gestalteten Sportwagen mit Antriebskomponenten von Ford herstellen zu lassen, der auf dem amerikanischen Markt vertrieben werden sollte. Es gab hierzu zwei eigenständige Anläufe; keiner davon mündete aber in der anfänglich geplanten Serienfertigung.
Nachdem Dusio und Ford im Frühjahr 1951 eine Vereinbarung über ein gemeinsames Projekt getroffen hatten, konstruierte Cisitalia zügig einen ersten Prototyp, der als Vorläufer des 808XF anzusehen ist. Der Prototyp trug – ebenso wie der von Henry Ford geschätzte Cisitalia 202 – einen von Giovanni Savonuzzi entworfenen Aufbau, den Ford als „die schönste italienische Karosserie“ bezeichnete, die er jemals gesehen habe. Als Antrieb diente ein Achtzylindermotor von Mercury. Der Wagen wurde in der Carrozzeria Ghia aufgebaut. Das Auto wurde nach seiner Fertigstellung von Ford-Ingenieuren in technischer Hinsicht untersucht und für mangelhaft befunden.
Im Februar 1953 entstand daraufhin ein zweiter Entwurf, der als Cisitalia 808XF bezeichnet wurde. Anders als im Fall des ersten Prototyps trug das Auto keine Savonuzzi-Karosserie; vielmehr hatten Aldo Brovarone und Giovanni Michelotti den Aufbau entworfen. Auch in technischer Hinsicht unterschied sich der 808XF vom ersten Prototyp: Während dieser ein von Cisitalia konstruiertes Fahrwerk hatte, beruhte der 808XF auf einem weitgehend serienmäßigen Mercury-Chassis, was sich in einem vergleichsweise langen Radstand und einem hohen Aufbau widerspiegelte. Angetrieben wurde der Wagen von einem 3,7 Liter großen Reihensechszylindermotor von Mercury. Cisitalia übernahm zahlreiche amerikanische Besonderheiten, die im Widerspruch zum sportlichen Ziel des Wagens standen; dazu gehörten die durchgehende Sitzbank und die Lenkradschaltung. Vom 808XF wurden zwei fahrbereite Exemplare hergestellt. Ein Fahrzeug war als Coupé gestaltet, das andere als Cabriolet. Beide Fahrzeuge baute Vignale auf. Auch hier fanden Ford-Ingenieure zahlreiche technische Mängel, die vor der Aufnahme einer Serienproduktion beseitigt werden sollten. Dazu kam es allerdings nicht. Henry Ford entschied sich im Laufe des Jahres gegen die weitere Zusammenarbeit mit Cisitalia. Grund hierfür sei die Präsentation des Chevrolet-Corvette-Prototyps gewesen, der nach Ansicht Fords dem Cisitalia-Entwurf in jeder Hinsicht überlegen gewesen sei.
Ford besetzte das Sportwagensegment daraufhin zunächst mit dem eigenen Thunderbird. Zwei Jahrzehnte später verwirklichte Ford die Idee eines italienischen Sportwagens für den amerikanischen Markt letztlich doch noch. Diesmal nutzte er die Ressourcen Alejandro de Tomasos, der den De Tomaso Pantera vorübergehend an die amerikanischen Lincoln-Mercury-Händler lieferte.
Das Cisitalia-808XF-Cabriolet existiert noch. Es wurde in den 1960er Jahren von Henry Fords Schwiegersohn gefahren, stand dann lange ungenutzt bei verschiedenen Ford-Händlern und wurde vor einigen Jahren aufwendig restauriert. Sein Marktwert wurde Ende 2010 auf 350.000 $ geschätzt.

#### Cisitalia 750/850 Turismo Speciale

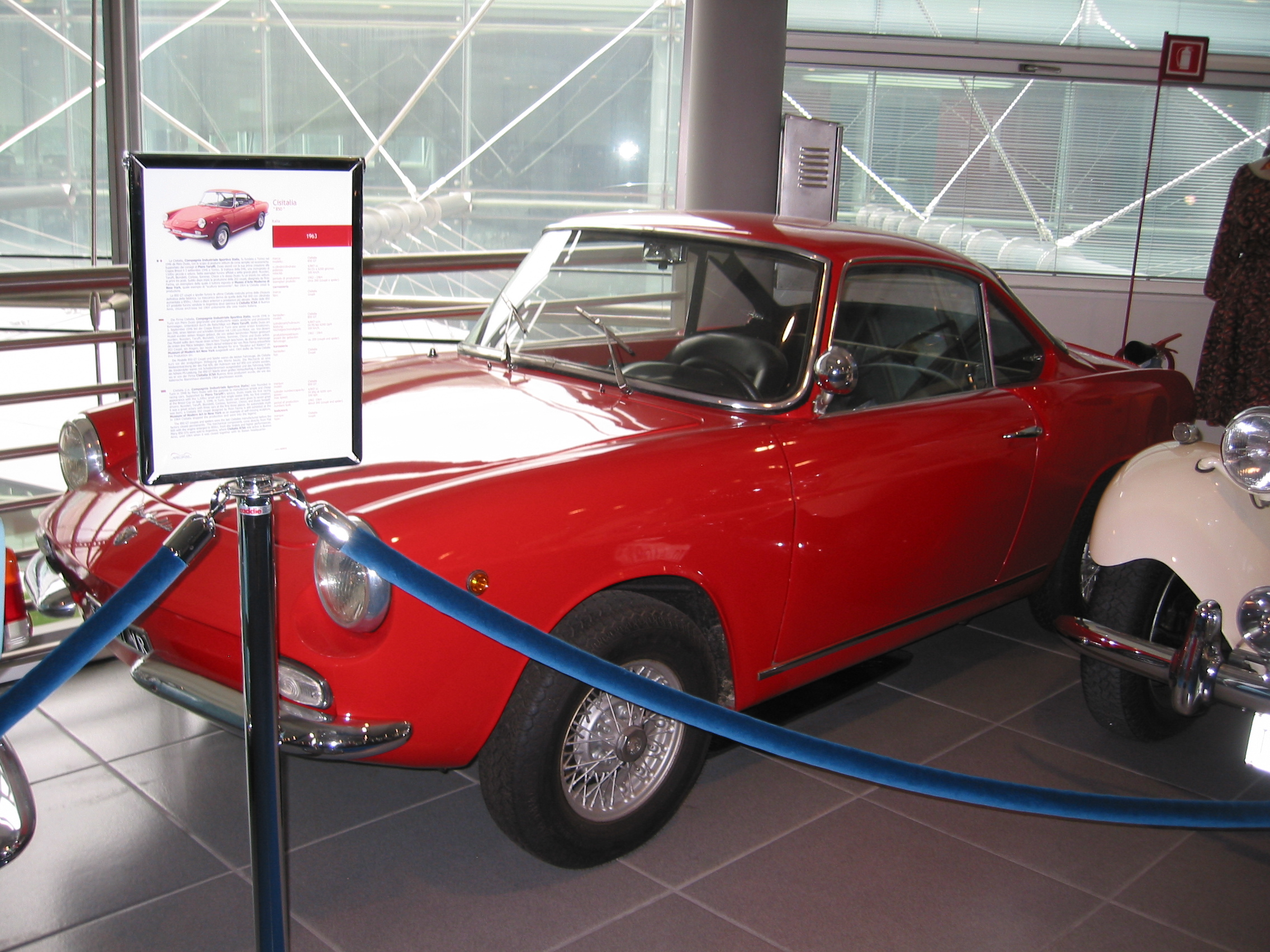
Cisitalia 850 GT Coupé von 1963

Nachdem Piero Dusio zusammen mit Carlo Abarth in den späten 1950er Jahren ohne großen Erfolg einige abgewandelte Versionen des Fiat 1100 und des Fiat 1900 unter den Bezeichnungen 34 DF, 35 DF und 36 DF mit Hubräumen zwischen 1089 cm³ und 1246 cm³ angeboten hatte, präsentierte Cisitalia 1961 den Speciale Turismo, ein kleines, zweisitziges Cabriolet auf der Basis des Fiat 600. Die Gestaltung der abfallenden Frontpartie erinnerte an den Renault Floride, die Seitenlinie fand sich dagegen bei dem Fiat 1600 Spider wieder. Es wurden verschiedene, von Carlo Abarth getunte Fiat-600-Motoren angeboten. Sie hatten einen Hubraum von 735 oder 847 cm3 und waren jeweils in unterschiedlichen Leistungsversionen zu erhalten. Insgesamt entstanden bis 1964 nur wenige Exemplare des Turismo Speziale. Es war das letzte Fahrzeug mit dem Namen Cisitalia.